# Kazanowszczyzna
Kazanowszczyzna (biał. Казаноўшчына, Kazanouszczyna; ros. Казановщина, Kazanowszczina) – wieś na Białorusi, w obwodzie grodzieńskim, w rejonie ostrowieckim, w sielsowiecie Michaliszki, w pobliżu granicy z Litwą.

## Historia
W XIX i w początkach XX w. położona była w Rosji, w guberni wileńskiej, w powiecie zawilejskim/święciańskim. Po I wojnie światowej pod administracją polską, w Zarządzie Cywilnym Ziem Wschodnich. W latach 1920–1922 w składzie Litwy Środkowej.
Od 11 kwietnia 1922 leżała w Polsce, w województwie wileńskim, w powiecie święciańskim, do 11 kwietnia 1929 w gminie Łyntupy, następnie w gminie Żukojnie.
Po II wojnie światowej w granicach Związku Sowieckiego. Od 1991 w niepodległej Białorusi.